# Alassane N’Diaye
Alassane N’Diaye (ur. 25 lutego 1990) – francuski piłkarz senegalskiego pochodzenia występujący na pozycji pomocnika.

## Kariera piłkarska

### Kariera klubowa
W 2009 rozpoczął karierę piłkarską w Crystal Palace. Potem występował w klubach Swindon Town, Southend United, Barnet, Hayes & Yeading United, Hastings United, Łokomotiw Płowdiw, Beroe Stara Zagora, Irtysz Pawłodar, Toboł Kustanaj i ASM Belfort. 8 września 2017 roku przeniósł się do ukraińskiego Czornomorca Odessa, w którym grał do końca roku.